# Клемонс (Ајова)
Клемонс (енгл. Clemons) град је у америчкој савезној држави Ајова. По попису становништва из 2010. у њему је живело 148 становника.

## Демографија
Према попису становништва из 2010. у граду је живело 148 становника, што је 0 (0,0%) становника више него 2000. године.
| Група             | 2000.       | 2010.       |
| Белци             | 144 (97,3%) | 143 (96,6%) |
| Афроамериканци    | 2 (1,4%)    | 0 (0,0%)    |
| Азијати           | 0 (0,0%)    | 4 (2,7%)    |
| Хиспаноамериканци | 0 (0,0%)    | 1 (0,7%)    |
| Укупно            | 148         | 148         |